# Jenson Brooksby
Jenson Brooksby (* 26. Oktober 2000 in Sacramento, Kalifornien) ist ein US-amerikanischer Tennisspieler.

## Karriere
Brooksby spielte wenige Matches auf der ITF Junior Tour. Seinen einzigen Auftritt bei einem Grand-Slam-Turnier hatte er dabei – mit einer Wildcard ausgestattet – 2018 bei den US Open, wo er überraschend das Halbfinale erreichte. Während dieser Zeit spielte er auch schon gelegentlich Profiturniere.
Seinen ersten Auftritt auf einer höheren Ebene erhielt er ebenfalls 2018, als er sein Debüt bei einem Grand-Slam-Turnier der Profis gab. Diese Wildcard hatte er zuvor bei der USTA Boy’s Under 18 national championship gewonnen. In der ersten Runde unterlag er dem Australier John Millman in drei Sätzen. Im Jahr 2019 spielte er erneut nur wenige Turniere, doch gewann drei Turniere der ITF Future Tour und gab dabei nur zweimal einen Satz ab. In Sarasota gewann er zudem das erste Mal zwei Matches auf der ATP Challenger Tour, um das Achtelfinale zu erreichen. Im August stand er dadurch das erste Mal in den Top 400 der Weltrangliste. Für die Qualifikation der US Open erhielt Brooksby eine Wildcard, die er nutzen konnte. Er gewann alle drei Matches und traf im Hauptfeld auf Tomáš Berdych, den er in vier Sätzen besiegen konnte. Nach gewonnenem ersten Satz unterlag er schließlich dem Georgier Nikolos Bassilaschwili in vier Sätzen. In der Weltrangliste stieg er auf ein neues Karrierehoch von 272.
Brooksby wollte 2020 sein Studium an der Baylor University beginnen. Verletzungen hielten ihn von diesem Plan ab. 2021 kehrte er zum Profitennis zurück.
2023 wurde Brooksby wegen drei verpassten Dopingtests zunächst vorläufig suspendiert und dann für 18 Monate gesperrt.
Ende 2024 machte Brooksby seine Autismus-Diagnose bekannt, wegen der er bereits im frühkindlichen Alter in Therapie war. Im Januar 2025 kehrte er bei den Australian Open, wo er in der ersten Runde gegen seinen Landsmann Taylor Fritz verlor, auf die ATP Tour zurück. Bei den Fayez Sarofim & Co. US Men’s Clay Court Championship gewann Brooksby in Houston als Qualifikant seinen ersten ATP-Titel.

## Erfolge
| Legende (Anzahl der Siege) |
| Grand Slam                 |
| ATP Finals                 |
| ATP Tour Masters 1000      |
| ATP Tour 500               |
| ATP Tour 250 (1)           |
| ATP Challenger Tour (3)    |

| ATP-Titel nach Belag |
| -------------------- |
| Hartplatz (0)        |
| Sand (1)             |
| Rasen (0)            |

### Einzel

#### Turniersiege

##### ATP Tour
| Nr. | Datum         | Turnier | Belag | Finalgegner    | Ergebnis |
| --- | ------------- | ------- | ----- | -------------- | -------- |
| 1.  | 6. April 2025 | Houston | Sand  | Frances Tiafoe | 6:4, 6:2 |

##### Challenger Tour
| Nr. | Datum            | Turnier       | Belag     | Finalgegner          | Ergebnis      |
| --- | ---------------- | ------------- | --------- | -------------------- | ------------- |
| 1.  | 21. Februar 2021 | Potchefstroom | Hartplatz | Teimuras Gabaschwili | 2:6, 6:3, 6:0 |
| 2.  | 18. April 2021   | Orlando       | Hartplatz | Denis Kudla          | 6:3, 6:3      |
| 3.  | 25. April 2021   | Tallahassee   | Sand      | Björn Fratangelo     | 6:3, 4:6, 6:3 |

#### Finalteilnahmen
| Nr. | Datum            | Turnier    | Belag         | Finalgegner    | Ergebnis   |
| --- | ---------------- | ---------- | ------------- | -------------- | ---------- |
| 1.  | 18. Juli 2021    | Newport    | Rasen         | Kevin Anderson | 6:78, 4:6  |
| 2.  | 13. Februar 2022 | Dallas     | Hartplatz (i) | Reilly Opelka  | 6:75, 6:73 |
| 3.  | 31. Juli 2022    | Atlanta    | Hartplatz     | Alex de Minaur | 3:6, 3:6   |
| 4.  | 26. Juni 2025    | Eastbourne | Rasen         | Taylor Fritz   | 7:5, 6:1   |

## Abschneiden bei Grand-Slam-Turnieren

### Einzel
| Turnier         | 2018 | 2019 | 2020 | 2021 | 2022 | 2023 | 2024 | 2025 | Karriere |
| --------------- | ---- | ---- | ---- | ---- | ---- | ---- | ---- | ---- | -------- |
| Australian Open | —    | —    | —    | —    | —    | 3    | —    | 1    | 3        |
| French Open     | —    | —    | —    | 1    | 1    | —    | —    | 2    | 2        |
| Wimbledon       | —    | —    |      | —    | 3    | —    | —    | 2    | 3        |
| US Open         | 1    | 2    | —    | AF   | 3    | —    | —    |      | AF       |

Zeichenerklärung: S = Turniersieg; F, HF, VF, AF = Einzug ins Finale / Halbfinale / Viertelfinale / Achtelfinale; 1, 2, 3 = Ausscheiden in der 1. / 2. / 3. Hauptrunde; Q1, Q2, Q3 = Ausscheiden in der 1. / 2. / 3. Qualifikationsrunde; nicht ausgetragen